# Thomas Newton junior
Thomas Newton Jr. (* 21. November 1768 in Norfolk, Colony of Virginia; † 5. August 1847 ebenda) war ein US-amerikanischer Politiker. Zwischen 1801 und 1833 vertrat er zweimal den Bundesstaat Virginia im US-Repräsentantenhaus.

## Werdegang
Thomas Newton besuchte die öffentlichen Schulen seiner Heimat. Nach einem anschließenden Jurastudium und seiner Zulassung als Rechtsanwalt begann er in Norfolk in diesem Beruf zu arbeiten. Gleichzeitig schlug er als Mitglied der Demokratisch-Republikanischen Partei eine politische Laufbahn ein. Zwischen 1796 und 1799 saß er im Abgeordnetenhaus von Virginia. Bei den Kongresswahlen des Jahres 1800 wurde Newton im elften Wahlbezirk von Virginia in das US-Repräsentantenhaus in Washington, D.C. gewählt, wo er am 4. März 1801 die Nachfolge von Josiah Parker antrat. Nach 14 Wiederwahlen konnte er bis zum 3. März 1829 zunächst 15 Legislaturperioden im Kongress absolvieren. Er wurde auch bei den Kongresswahlen des Jahres 1828 bestätigt und trat am 4. März 1829 eine weitere Legislaturperiode an. Diese Wahl wurde aber von seinem Gegenkandidaten George Loyall angefochten. Als diesem Einspruch stattgegeben wurde, musste Newton sein Mandat am 9. März 1930 an Loyall abtreten.
Während seiner Zeit als Kongressabgeordneter wechselte Newton mehrfach seinen Wahlbezirk. Zwischen 1803 und 1813 vertrat er den neugeschaffenen 20. Distrikt seines Staates im Kongress, danach bis 1823 den 21. sowie ab 1823 den ersten Wahlbezirk. In dieser Zeit wurde im Jahr 1803 durch den von Präsident Thomas Jefferson getätigten Louisiana Purchase das Staatsgebiet der Vereinigten Staaten beträchtlich erweitert. Im Jahr 1804 wurde der zwölfte Verfassungszusatz ratifiziert. Ebenfalls in seine Zeit als Kongressabgeordneter fiel der Britisch-Amerikanische Krieg von 1812.
In den 1820er Jahren schloss sich Newton der Bewegung um Präsident John Quincy Adams an und wurde Mitglied der kurzlebigen National Republican Party. Bei den Kongresswahlen des Jahres 1830 wurde er erneut im ersten Distrikt seines Staates in den Kongress gewählt, wo er am 4. März 1831 George Loyall wieder ablöste. Bis zum 3. März 1833 konnte Newton eine weitere Legislaturperiode im US-Repräsentantenhaus verbringen. Seit dem Amtsantritt von Präsident Andrew Jackson im Jahr 1829 wurde innerhalb und außerhalb des Kongresses heftig über dessen Politik diskutiert. Dabei ging es um die umstrittene Durchsetzung des Indian Removal Act, den Konflikt mit dem Staat South Carolina, der in der Nullifikationskrise gipfelte, und die Bankenpolitik des Präsidenten.
Im Jahr 1832 verzichtete Thomas Newton auf eine weitere Kandidatur. Während seiner langen Zeit als Kongressabgeordneter war er zwischen 1807 und 1819 Vorsitzender des Ausschusses für Handel und Handwerk; von 1819 bis 1827 leitete er den neuen Handelsausschuss. Nach dem Ende seiner Zeit im US-Repräsentantenhaus zog sich Newton aus der Politik zurück. Er starb am 5. August 1847 in seinem Heimatort Norfolk.
Newton war mit Margaret Jordan (1783–1861) verheiratet. Ein Sohn aus dieser Verbindung war John Newton (1823–1895), der zwischen 1884 und 1886 als Brigadegeneral das United States Army Corps of Engineers kommandierte.